# Туан (новела)
«Туа́н»(фр. Toine) — новела французького письменника Гі де Мопассана, видана в 1885 році. Сюжет твору розповідає історію паралізованого шинкаря Антуана Машебле, який, не втрачаючи гумору, починає «працювати» квочкою.

## Історія
Вперше ця новела була опублікована у газеті «Gil Blas» 6 січня 1885 року. У 1886 році вона увійшла до однойменної збірки. Український переклад твору здійснила Людмила Івченкова. В її перекладі новела побачила світ у видавництві «Дніпро» двічі: у восьмитомному зібранні творів Гі де Мопассана (1969—1972) і двотомному виданні вибраних творів письменника (1990).

## Сюжет
Антуан Машебле, якого всі кличуть просто Туан або Паленка, — найтовстіший шинкар у кантоні, до того ж вирізняється напрочуд веселою вдачею. Навіть тридцять років життя зі сварливою жінкою не зіпсували його настрою. Та одного разу головного героя розбиває повний параліч. Втім, Туан не тільки не втратив цікавості до життя, а й деякою мірою переміг хворобу: тепер всі друзі збираються не у шинку, а біля його ліжка і теревені тривають далі. Жадібну дружину ці відвідини дратують, але з почуття обов'язку вона доглядає нелюба. Щоб хоч якось дошкулити безпорадному чоловікові, вона приносить йому яйця і вимагає аби той не лежав у ліжку даремно, а допомагав квочкам примножувати статки подружжя. Туан спочатку відмовляється, але потім таки висиджує шістьох курчат.